# 東明町 (瀬戸市)
東明町（とうめいちょう）は、愛知県瀬戸市東名連区の町名。丁番を持たない単独町名である。

## 地理
- 瀬戸市の南東部に位置する[8]。西・北を西拝戸町、東を西窯町、南を小空町と隣接している[8]。
- 中央部を県道が通る[8]。かつての東明小学校の周辺には御岳・稲荷・弘法・金比羅が祀られている[8]。

### 学区
市立小・中学校に通う場合、学区は以下の通りとなる。また、公立高等学校普通科に通う場合の学区は以下の通りとなる。
| 番・番地等 | 小学校                 | 中学校                 | 高等学校 |
| ---------- | ---------------------- | ---------------------- | -------- |
| 全域       | 瀬戸市立にじの丘小学校 | 瀬戸市立にじの丘中学校 | 尾張学区 |

## 歴史

### 町名の由来
1873年（明治6年）に雲興寺の境内に創立した学校が、のちにこの地に校舎を移転。1925年（大正14年）瀬戸町に合併し東明高等小学校と校名変更した。町名設定のときこの校名をとって名付けたとされる。

### 沿革
- 1943年（昭和18年）8月9日 - 瀬戸市大字赤津字大空の全域と字西女郎前の一部により、同市東明町として成立[2]。

## 世帯数と人口
2025年（令和7年）2月1日現在の世帯数と人口は以下の通りである。
| 町丁   | 世帯数 | 人口  |
| ------ | ------ | ----- |
| 東明町 | 59世帯 | 130人 |

### 人口の変遷
国勢調査による人口の推移
| 1995年（平成7年）  | 140人 | [ 12 ] |  |
| 2000年（平成12年） | 161人 | [ 13 ] |  |
| 2005年（平成17年） | 139人 | [ 14 ] |  |
| 2010年（平成22年） | 165人 | [ 15 ] |  |
| 2015年（平成27年） | 144人 | [ 16 ] |  |
| 2020年（令和2年）  | 121人 | [ 17 ] |  |

### 世帯数の変遷
国勢調査による世帯数の推移。
| 1995年（平成7年）  | 38世帯 | [ 12 ] |  |
| 2000年（平成12年） | 46世帯 | [ 13 ] |  |
| 2005年（平成17年） | 43世帯 | [ 14 ] |  |
| 2010年（平成22年） | 56世帯 | [ 15 ] |  |
| 2015年（平成27年） | 51世帯 | [ 16 ] |  |
| 2020年（令和2年）  | 53世帯 | [ 17 ] |  |

## 交通

### 鉄道
町内に鉄道は走っていない。最寄り駅は名鉄瀬戸線尾張瀬戸駅になる。

### バス
名鉄バス「東山線」
- 【11】【12】瀬戸駅前 - 一里塚 - 赤津 系統 ： 東明町バス停

- 東明町バス停

### 道路
- 愛知県道22号瀬戸環状線・愛知県道33号瀬戸設楽線[8]（重複区間） : 町の中央部を東西に通っている。

## 施設
- 旧・瀬戸市立東明小学校[8] ： 1873年（明治6年）に開校し、1969年（昭和44年）に現在地に移転する[18]が、2020年（令和2年）に近隣の小中学校との統合で閉校となる[19]。閉校前年の児童数は138人、教職員数は17人であった[20]。
- 松葉産業株式会社 ： メルヘン調のクレイクラフトを自社ブランドとして新規開拓している会社[21][22]。

- 旧・瀬戸市立東明小学校
- 松葉産業株式会社

## その他

### 日本郵便
- 郵便番号 : 489-0026[6]（集配局：瀬戸郵便局[23]）。